# Picos de la Najarra
Picos de la Najarra és una pintura a l'oli de Jaume Morera i Galícia realitzada entre 1891 i 1892, dins de la sèrie que va fer sobre el paisatge de la serra de Guadarrama. L'obra pertany al moviment paisatgista espanyol, iniciat pel seu mestre, Carlos de Haes, a finals del segle xix, del qual Morera va ser un destacat representant. En aquesta pintura, l'artista transmet la visió d'una muntanya blanca i grisa adoptant una solució que coincideix amb les postures neoromàntiques europees, molt de moda a l'època.
L'obra es troba al Museu Jaume Morera, per donació del mateix artista, des de l'any 1912. Morera va fer una altra pintura sobre la mateixa escena. Tot i tractar-se d'un tema clàssic, va fer un treball excel·lent.

## La serra de Guadarrama
A partir del 1890, Morera va emprendre un recorregut per l'agresta serra del Guadarrama. Va ser una dura campanya pictòrica, de la qual va resultar l'obra del període més personal de l'artista. Sense ser-ne el descobridor inicial, Morera feu que aquest tema d'alta muntanya esdevingués un referent del paisatgisme espanyol. De fet, la incorporació de la muntanya en la pintura, amb una mirada específica cap al Guadarrama com a motiu paisatgístic, l'havien iniciat la Sociedad de Estudios del Guadarrama i la Institución Libre de Enseñanza, que, amb un corrent pedagògic de vocació roussoniana, fomentaven la vinculació dels joves amb l'entorn natural i la muntanya. Les expedicions geològiques i geogràfiques protagonitzades per membres d'aquesta institució havien propiciat les primeres pintures corresponents a aquest tema, realitzades per Carlos de Haes i els seus deixebles als Picos de Europa a partir de l'any 1874. Per la seva banda, el 1927, Morera va publicar les seves memòries, En la Sierra del Guadarrama. Divagaciones y recuerdos de unos años de pintura entre nieves, un document excepcional no tan sols perquè permet conèixer els seus itineraris, sinó també perquè presenta plantejaments tècnics i pictòrics dels indrets que habitualment va pintar.
| «              | Continué mis pesquisas y hallé, por fin, lo que anhelaba: la entraña de la Sierra, con sus fragosidades soñadoras, sus picachos bravíos (nidales de las águilas), sus trochas, sus abismos, sus peñascales imponentes (…) y armonizando con todo ello, los robledales, encinales y piornos de entonación severa, grises, tostados o aterciopelados, pero sin olvidar su denominador común: la nieve cegadora; la nota dominante de aquel divino acorde de la naturaleza | » |
| — Jaume Morera | |   |

Morera va recórrer diverses zones de la serra i va fer estada a Cercedilla. Però ni en aquest punt ni al Valle del Paular, més tard, hi va trobar el paisatge que tenia al cap com a objecte a captar i representar. Obsessionat amb el captivador paisatge que veia des de la finestra del seu estudi, segueix cercant una nova ubicació, que trobarà a Miraflores de la Sierra, on va situar la seva nova base de treball i on va trobar l'entorn dels Picos de la Najarra, dels ports de Canencia i de La Morcuera i les muntanyes del Hueco de San Blas el Viejo, que li aportarien els escenaris que cercava i pels quals seria conegut.

## Història
Picos de la Najarra va ser realitzada durant les seves excursions per la vall de Canencia, al nord-est de Madrid. D'aquesta mateixa expedició, situada entre el 1891 i el 1892, són les obres Cabeza de Hierro, Guadarrama i Puerto de Canencia, entre d'altres.
Morera va descriure a les seves memòries com havia treballat durant les treves que li oferia la meteorologia:
| «              | ..nevava poc, i els núvols, aferrats obstinadament al cim de les muntanyes, presagiaven les brises plàcides que, en seguir endolcint l'ambient, donarien a les valls nous atractius per gaudir-los jo, cavalcant o pintant. Aquestes ratxes benefactores, que duren tan poc a l'hivern de la serra, eren treves propícies per estudiar amb certa calma la placidesa encantadora de les planes, embellides encara més pels tètrics riscos de les nevades muntanyes. Renuncio a descobrir la meva febril ànsia per traslladar al llenç els efectes fugaços que enlluernaven la meva curiosa retina | » |
| — Jaume Morera | |   |

Va presentar aquesta obra per primer cop a l'Exposició d'Artistes Lleidatans celebrada als salons del Palau de la Paeria de Lleida durant les festes de maig del 1912.
Un cop acabada l'exposició, la Diputació va voler comprar l'obra a Jaume Morera, que la va cedir sense cap contraprestació econòmica.

## Anàlisi
L'obra és un exponent de la tendència realista de l'autor, que va voler captar el paisatge canviant el treball a l'estudi per la presència directa a la muntanya. Aquesta captura directa del paisatge ja l'havia aplicat als seus treballs bretons i holandesos, si bé en aquest cas feia uns esbossos i apunts que rematava a l'estudi. A Picos de la Najarra, com a la resta de la sèrie, l'autor va més enllà i converteix la serra i la seva dura meteorologia en el seu estudi.
Jaume Morera estudia amb una acurada elaboració el cim de la muntanya gelada, una massa de roca escarpada que treu el cap a través de la neu. Ho fa amb una gran senzillesa i imbuït d'un fort sentiment, sense un ànim estrictament i fredament naturalista, sinó cercant l'emotivitat pictòrica en una visió idealitzada de caràcter tardoromàntic.
Les inquietuds artístiques de l'autor incorporen la recerca de la llum i dels escenaris que li proporciona l'hivern a la serra. Una visió apassionada radicalment diferent de la nova visió clara i plenairista d'Aureliano de Beruete, inspirada en el luminisme de Velázquez.
Les grans extensions de neu sobre muntanyes escarpades li permeten tractar tots els matisos del blanc combinat amb el gris de les roques i el blau del cel. Amb el dramatisme d'arrel romàntica que imprimeix als seus paisatges, Morera pren distància d'altres paisatgistes espanyols que conreaven escenes amb llum mediterrània i paisatges de la Meseta.